# 布萊克沃爾
布萊克沃爾（Blackwall）是倫敦東區的一個地區，在行政區劃上屬於哈姆雷他塔倫敦自治市。布萊克沃爾位於泰晤士河北岸，在歷史上屬於米德塞克斯的波普拉地區。布萊克沃爾這一名字最晚在14世紀時已經出現。